# Aleksandrowo (powiat suwalski)
Aleksandrowo – wieś w Polsce położona w województwie podlaskim, w powiecie suwalskim, w gminie Bakałarzewo.
W latach 1975–1998 miejscowość należała administracyjnie do województwa suwalskiego. 
Wierni kościoła rzymskokatolickiego należą do parafii Matki Bożej Częstochowskiej w Żylinach.

## Historia
Początki wsi sięgają prawdopodobnie 1852 roku. Pierwotnie nazywana Aleksandrowsk - na cześć cara Aleksandra II. 
Aleksandrowo końca XIX wieku należało do gminy Kuków, a parafii Głęboki Rów.
Według Pierwszego Powszechnego Spisu Ludności, przeprowadzonego w 1921 r., w Aleksandrowie mieszkało 167 osób, wszyscy byli wyznania staroobrzędowego. 
W czasie II wojny światowej wielu mieszkańców wsi zmuszonych było do przesiedlenia się do ZSRR, gdyż prześladowani byli przez Niemcy. 
Po zakończeniu wojny Aleksandrowo znalazło się w granicach gminy Kuków z siedzibą w Wychodnem. W 1946 roku oszacowano, że działania wojenne zniszczyły wieś w 80 proc. 
Powojenną zabudowę Aleksandrowa zdominowały budynki gliniane i drewniane. Chaty kryto strzechą lub wiórami.

## O wsi
Społeczność staroobrzędowa z Aleksandrowa należy do parafii funkcjonującej przy molennie w Suwałkach.